# Kroksjön (Älmeboda socken, Småland)
Kroksjön är en sjö i Tingsryds kommun i Småland och ingår i Nättrabyåns huvudavrinningsområde. Sjön har en area på 0,123 kvadratkilometer och ligger 124,1 meter över havet.

## Delavrinningsområde
Kroksjön ingår i det delavrinningsområde (626415-146748) som SMHI kallar för Utloppet av Djupasjön. Medelhöjden är 132 meter över havet och ytan är 14,71 kvadratkilometer. Det finns inga avrinningsområden uppströms utan avrinningsområdet är högsta punkten. Vattendraget som avvattnar avrinningsområdet har biflödesordning 2, vilket innebär att vattnet flödar genom totalt 2 vattendrag innan det når havet efter 48 kilometer. Avrinningsområdet består mestadels av skog (62 procent), öppen mark (13 procent) och jordbruk (12 procent). Avrinningsområdet har 2,04 kvadratkilometer vattenytor vilket ger det en sjöprocent på 7,8 procent.